# Olena Demyanenko
Olena Viktorivna Demyanenko (née le 8 mai 1966 à Lviv) est une réalisatrice,  productrice de films et scénariste ukrainienne.

## Biographie
En 1990, elle est diplômée de l'Institut des arts du théâtre Karpenko-Kary de Kiev.
Elle est membre de l'Union nationale des cinéastes d'Ukraine, de l'Académie ukrainienne du cinéma à partir de 2017 et de l'Académie européenne du cinéma (depuis 2018).

## Filmographie (extrait)
Sauf indication contraire, les informations mentionnées dans cette section peuvent être confirmées par la base de données cinématographiques IMDb,  présente dans la section « Liens externes ».
- Hutsulka Ksenya (2019), également productrice et scénariste
- Moya babusya Fani Kaplan (2016), également productrice et scénariste
- Mayakovskiy, Dva Dnya (mini-série télévisée en 8 épisodes) (2013)
- F 63.9 Bolezn Iyoubvi (2013)

## Récompenses et nominations
- 2021 : nomination avec Dmitriy Tomashpolskiy pour le prix des critiques de cinéma d'Ukraine du meilleur long métrage pour Storonnly
- 2020 : prix de l'académie cinématographique ukrainienne (Meilleur scénario) pour Hutsuilka Ksenya[5]
- 2020 : nomination au prix de l'académie cinématographique ukrainienne pour le meilleur film pour Hutsuilka Ksenya[5]
- 2017 : nomination au prix de l'académie cinématographique ukrainienne du meilleur film et du meilleur réalisateur pour Moya babusya Fani Kaplan
- 2016 : prix de la compétition nationale du Festival international du film d'Odessa pour Moya babusya Fani Kaplan
- 2014 : prix de la compétition nationale du Festival international du film d'Odessa pour F 63,9 Bolezn Iyubvi [5]